# Ventureño

Mapa ukazující rozšíření čumašských jazyků, ventureño je vpravo, vyznačeno zelenou barvou.

Ventureño (též Mitsqanaqa'n) byl indiánský jazyk. Používal ho indiánský kmen Čumašů v jižní Kalifornii, v oblasti od San Luis Obispo po Malibu. Jazyk vymřel v polovině 20. století. Nejspíše měl 2 dialekty, Castac a Alliklik.
Jazyk patřil do jazykové rodiny čumašské jazyky a do podrodiny jihočumašské jazyky (konkrétně do středních jihočumašských jazyků). Všechny jazyky z této rodiny už vymřely, poslední z nich začátkem 60. let 20. století. V současnosti existují také studenti tohoto jazyka a ti mu říkají Mitsqanaqa'n.

## Příklady

### Číslovky
| Ventureño   | Česky |
| pakeʼet     | jedna |
| ʼiškom̓      | dvě   |
| masǝx       | tři   |
| tskumu      | čtyři |
| yǝtipake’es | pět   |
| yǝti’iškom̓  | šest  |
| yǝtimasǝx   | sedm  |
| malawa      | osm   |
| tspa        | devět |
| ka’aškom    | deset |